# 吉安井冈山机场
吉安井冈山机场，原名“井冈山机场”，又名吉安机场、泰和机场，位于江西省吉安市泰和县螺溪镇境内，距井冈山市中心60公里、吉安市中心45公里、泰和县城20公里。因螺溪镇原名三都乡，该机场又常被称为“三都机场”。
该机场于1970年开建，1973年竣工，原为军用机场，2002年扩建为军民两用机场，主要为吉安市、井冈山老区提供支线旅游服务，能起降空客320、波音737等以下机型。

## 航空公司與航點
2025年夏秋航季（3月30日至10月25日），开通运营航线11条，通航城市16个。
| 航空公司           | 目的地                                        |
| ------------------ | --------------------------------------------- |
| 中国国际航空（CA） | 北京/首都、北京/大兴                          |
| 成都航空（EU）     | 成都、厦门、福州                              |
| 上海航空（FM）     | 海口、上海/虹桥                               |
| 中国东方航空（MU） | 昆明、南京、南宁、上海/浦东、深圳、西安、广州 |
| 福州航空（FU）     | 哈尔滨、三亚                                  |
| 春秋航空（9C）     | 宁波、重庆                                    |